# لايشلينغن
لايشلينغن (بالألمانية: Leichlingen) هي بلدة ألمانية تقع في ألمانيا في Rheinisch-Bergischer Kreis.

## المدن التوأمة
مدن فونشال، Marly-le-Roi و هنلي أون تيمز هي مدن توأمة لـلايشلينغن.

## أعلام
- مايكل بيجلر
- كارل كلاوبيرغ
- هوغو بروك